# .vu
.vuは国別コードトップレベルドメイン（ccTLD）の一つで、バヌアツに割り当てられている。
当初は誰に対しても無料で登録が行われていたが、現在では他のトップレベルドメインと同様に商業販売されている。
ドイツ語登録のde|nic|vu等、いくつかの組織は、現在でも無料のサブドメインを提供し、これからも広告も料金もなしで運営すると約束している。